# 超少女 (電影)
《超少女》（英語：Supergirl）是一部2026年美國超級英雄電影，改編自DC漫畫的旗下角色超少女，由DC工作室製作，並由華納兄弟影業負責發行。該片為DC宇宙第二部電影，由克雷格·格里斯佩執導，安娜·諾蓋拉編劇，米莉·愛考克、馬提亞斯·修奈爾、伊芙·雷德利、大衛·克倫荷茨和艾蜜莉·碧崔主演。
《超少女》排定2026年6月26日於美國上映。

## 演員及角色
| 演員            | 角色                 | 備註 |
| --------------- | -------------------- | --- |
| 米莉·愛考克     | 卡拉·佐·艾爾／超少女 | 超人的堂姐，在被毀滅的氪星中成長，目睹親友一一慘死，這讓她比在地球上由慈愛的養父母撫養成長的堂弟更加冷漠。 |
| 馬提亞斯·修奈爾 | 黃山克雷姆           | [ 4 ] [ 5 ]                                                                                                |
| 伊芙·雷德利     | 露西·瑪麗·諾爾       | 卡拉在旅途中遇到的小女孩。                                                                                 |
| 大衛·克倫荷茨   | 佐·艾爾              | 卡拉的父親。                                                                                               |
| 艾蜜莉·碧崔     | 歐若拉·因-澤         | 卡拉的母親。                                                                                               |

此外，傑森·摩莫亞客串出演暴狼，一名來自烏托邦星球匝尼亞（Czarnia）的星際傭兵和賞金獵人。超人的寵物狗氪普托亦將出現於電影中。

## 製作

### 開發
2023年1月，詹姆斯·岡恩和彼得·沙佛朗公布了他們的DC宇宙中的第一階段電影計畫，命名為「第一章：諸神與怪物」（Chapter 1: Gods and Monsters），而其中一部電影為改編自湯姆·金和比奎斯·艾芙莉（Bilquis Evely）的迷你漫畫系列《超少女：明日之女》。岡恩將該片描述為「一部科幻史詩大片」，並表示電影將探索一個比此前在銀幕上看到的超少女更為「黑暗」。據透露，湯姆·金是負責DC宇宙整體故事的編劇之一。
2023年6月，在《閃電俠》宣傳期間，飾演超少女的薩莎·卡勒表達了她對《明日之女》漫畫的喜愛，並表示希望在即將推出的電影中回歸飾演該角色。卡勒當時已經與沙佛朗會面，探討該角色的未來，但岡恩最終決定讓該角色朝著不同的方向發展。卡勒表示，她對於岡恩的決定感到「心碎」和沮喪，因為《閃電俠》最初有一個截然不同的結局，這是為了讓卡勒在未來回歸DC宇宙做鋪墊。卡勒對自己飾演的角色感到非常自豪。有傳言指出，在DC擴展宇宙飾演水行俠的傑森·摩莫亞將在DC宇宙飾演暴狼。2023年10月，摩莫亞曾與DC工作室討論過在《超人》或獨立電影中飾演該角色。
2023年11月，據透露安娜·諾蓋拉正在編寫劇本。此前，她曾於2022年獲邀編寫一部《超少女》電影的劇本，當時該片處於製作階段，是《閃電俠》的衍生作。岡恩和沙佛朗對她的劇本感到滿意，因此他們重新邀請她為《超少女：明日之女》編寫劇本。同日，岡恩證實諾蓋拉參與其中，並表示《超少女：明日之女》將是一個「美麗的、跨越星空的故事」。《超少女：明日之女》本來不在DC宇宙的計劃中，但由於諾蓋拉的劇本超出預期，讓岡恩選擇將其作為DC宇宙的第二部電影。據報導，該片將出現超人的寵物狗氪普托。

### 前期製作
2024年1月，米莉·愛考克、艾蜜莉雅·瓊斯、卡莉·史派妮和梅格·唐納利都是超少女的考慮人選，其中唐納利曾在動畫電影《超級英雄軍團》和《正義聯盟：無限地球危機 第一部》中為超少女配音。同月底，愛考克正式獲選出演超少女。岡恩表示，他早在一年前看到愛考克在《龍族前傳》的演出後已經向沙佛朗推薦了她。DC工作室原先希望在「未來幾週」內尋找導演人選，但最後決定優先處理超少女選角，目的是為了讓該角色率先在《超人》亮相。
當超少女的選角敲定後，《超少女：明日之女》的拍攝工作預計將於2024年底開始進行。2024年2月，華納兄弟探索執行長大衛·扎斯拉夫確認劇本已經完成，目前正在進行其他選角工作。4月，克雷格·格里斯佩洽談執導電影。5月，格里斯佩確認執導，電影預定於2026年6月26日上映。9月，馬提亞斯·修奈爾簽約出演主要反派黃山克雷姆。拍攝預定於2025年1月在英國進行。10月底，伊芙·雷德利（Eve Ridley）簽約出演露西·瑪麗·諾爾。12月，據報導傑森·摩莫亞將在片中出演暴狼。2025年1月，大衛·克倫荷茨和艾蜜莉·碧崔簽約出演超少女的父母佐·艾爾和歐若拉·因-澤。

### 拍攝
電影於2025年1月13日展開主體拍攝。拍攝地點包括華納兄弟利維斯登工作室和倫敦。羅布·哈迪擔任攝影師。摩莫亞和克倫荷茨於4月完成拍攝。4月底在蘇格蘭進行拍攝，並於5月10日殺青。

### 後期製作
2025年6月，岡恩透露片名從《超少女：明日之女》（Supergirl: Woman of Tomorrow）更名為《超少女》（Supergirl）。

## 發行
《超少女》排定2026年6月26日於美國上映。屬於DC宇宙「第一章：諸神與怪物」。

## 外部連結
- 互联网电影数据库（IMDb）上《超少女》的资料（英文）